# Albert Dubois-Pillet
Louis-Auguste-Albert Dubois (Paris, 28 de outubro de 1846 – Le Puy-en-Velay, 18 de agosto de 1890), mais conhecido como Albert Dubois-Pillet, foi um pintor neoimpressionista francês e militar de carreira. Adotava o método do Pontilhismo, tendo sido um dos fundadores da Sociedade dos Artistas Independentes.
Nascido em Paris, sua família transferiu-se pouco tempo depois para Toulouse, onde passou a infância e a adolescência.
Formou-se na École Impériale Militaire em Saint-Cyr, em 1867, iniciando sua carreira militar como oficial. Tomou parte na Guerra Franco-Prussiana durante a qual foi feito prisioneiro pelos alemães.
Libertado ao final da guerra, retomou seu posto no Exército, servindo em diversas guarnições ao longo da década seguinte.
Embora autodidata, provou ser um artista talentoso. O Salão Oficial de Paris aceitou uma de suas naturezas-mortas em 1877 e outra em 1879; no entanto, após seu retorno à Paris em 1880, suas pinturas tornaram-se um pouco mais experimentais, alinhadas às tendências pós-impressionistas, sendo rejeitadas pelos curadores nos Salões de 1880 a 1883.
Participou então da fundação da “Société des Artistes Indépendants”, ao lado de Georges Seurat, Paul Signac e Odilon Redon; tomado parte ativa nesta organização, na qual expôs seus trabalhos regularmente até 1889.
Tais atividades artísticas aparentemente não eram bem vistas por seus comandantes militares, por isso a partir de 1884 tentou disfarçá-las, adicionando o sobrenome de solteira de sua mãe "Pillet"; passando a assinar seus quadros como Dubois-Pillet.
Por volta de 1885, provavelmente influenciado por sua proximidade com Seurat e outros, começou a experimentar técnicas divisionistas e abraçou o pontilhismo, sendo um dos primeiros artistas a fazê-lo.
Em 1886, recebeu ordens do exército para que interrompesse sua participação nas exposições de arte e se dissociasse do grupo “Les Indépendants”.  
Apesar disso, manteve suas participações no salão dos independentes, tomando parte ainda no salão “Les XX” de 1888, em Bruxelas; o que pode ter motivado sua transferência em 1889 para um posto de comando na localidade de Le Puy-en-Velay; onde veio a falecer em 1890, durante um surto de varíola.